# Église Saint-Clair d'Aoste
Pour les articles homonymes, voir Église Saint-Clair.
L'église Saint-Clair d'Aoste est l'église paroissiale de la commune d'Aoste dans le département d'Isère.

## Histoire
L'église est située sur l'emplacement de l'ancienne église Saint-Laurent (mentionnée dès 1095). Elle se trouvait déjà à cet emplacement en 890 (date de l'invitation à un synode au lieu d'Augusta (Aoste) mentionné dans le cartulaire de Saint-Hugues, Chartreux). 

## Stèles gallo-romaines
Dans le mur sud sont insérées plusieurs stèles gallo-romaines comportant la même inscription :
| NUMINI AUG(usti) M(arcus) VERRIUS MAN SUETUS SUO ET MASONI FRATRIS NOMINE T(estamento) P(oni) I(ussit) | A la puissance divine de l'Empereur Marcus Verrius Mansuetus en son nom et celui des frères Masoni fit installer par testament (ce monument) |

### Vue des stèles sur la façade sud

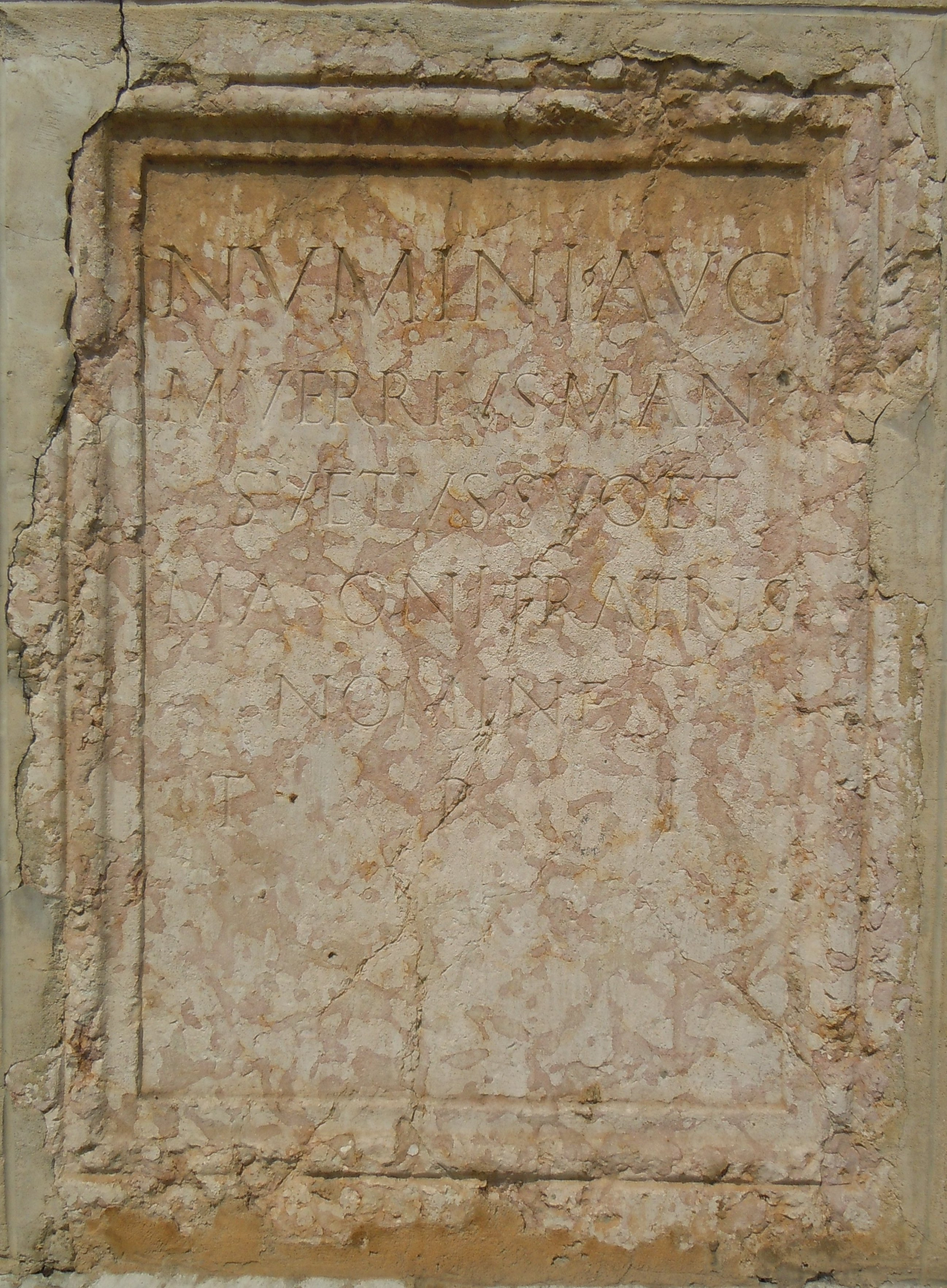
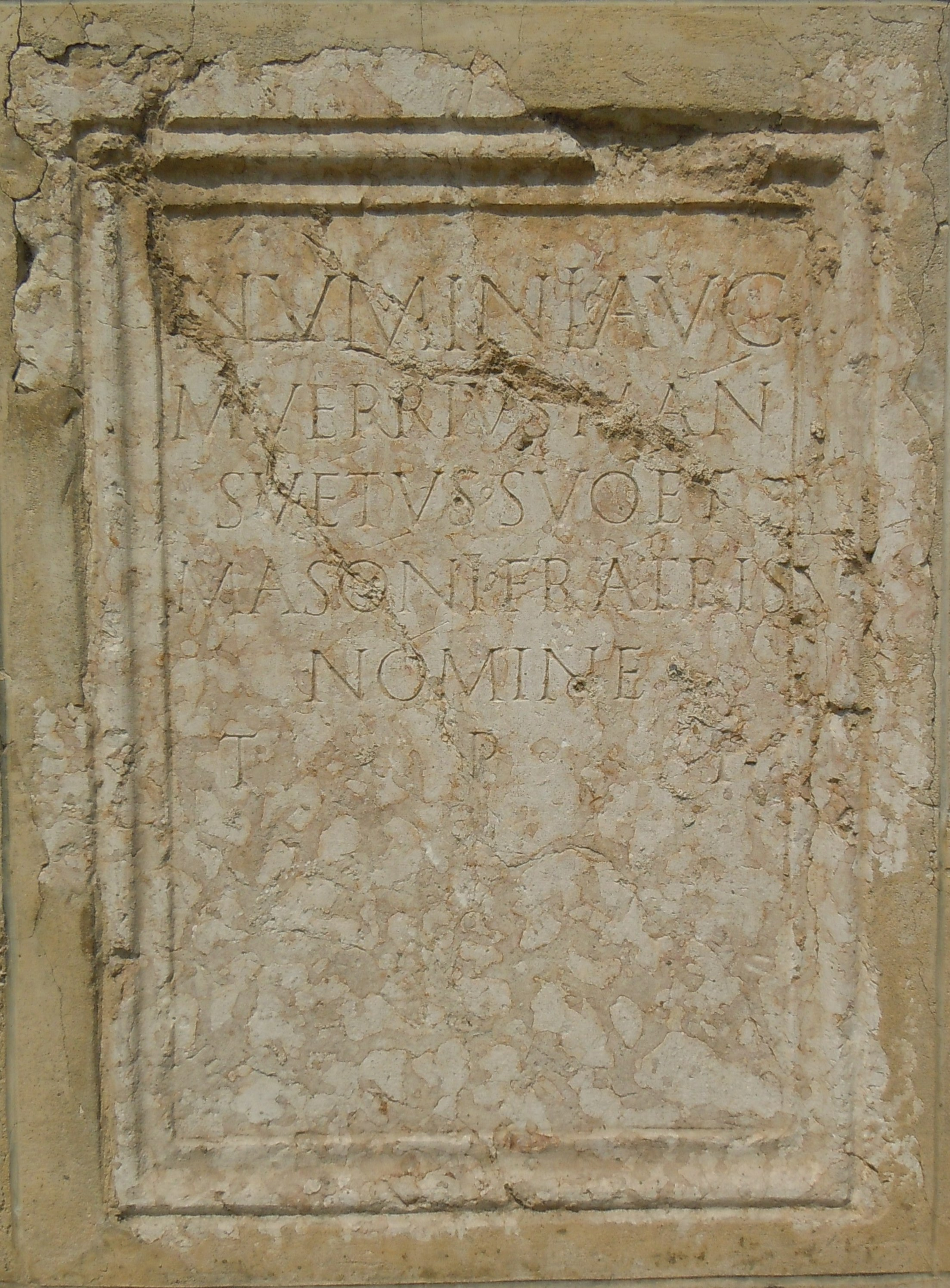
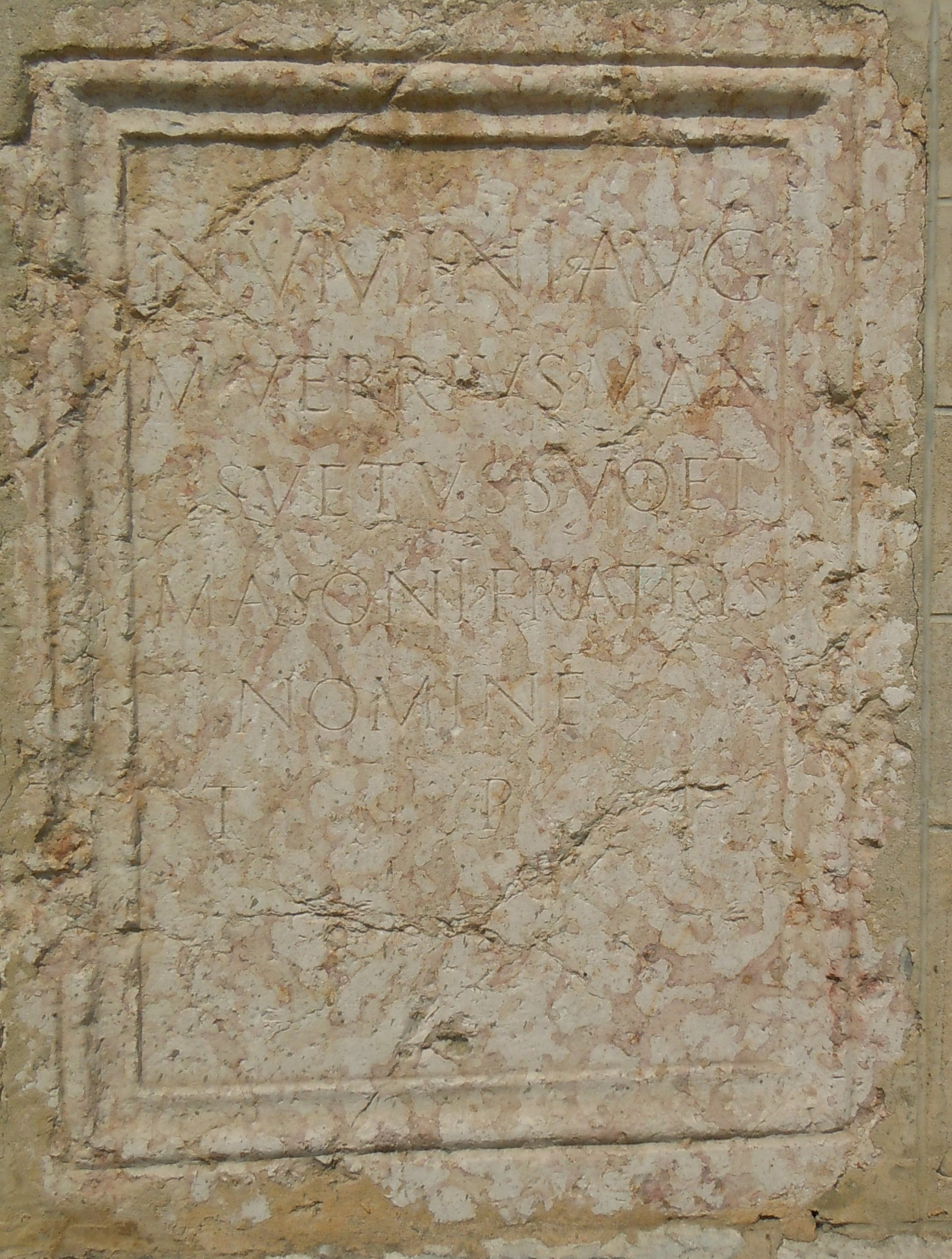
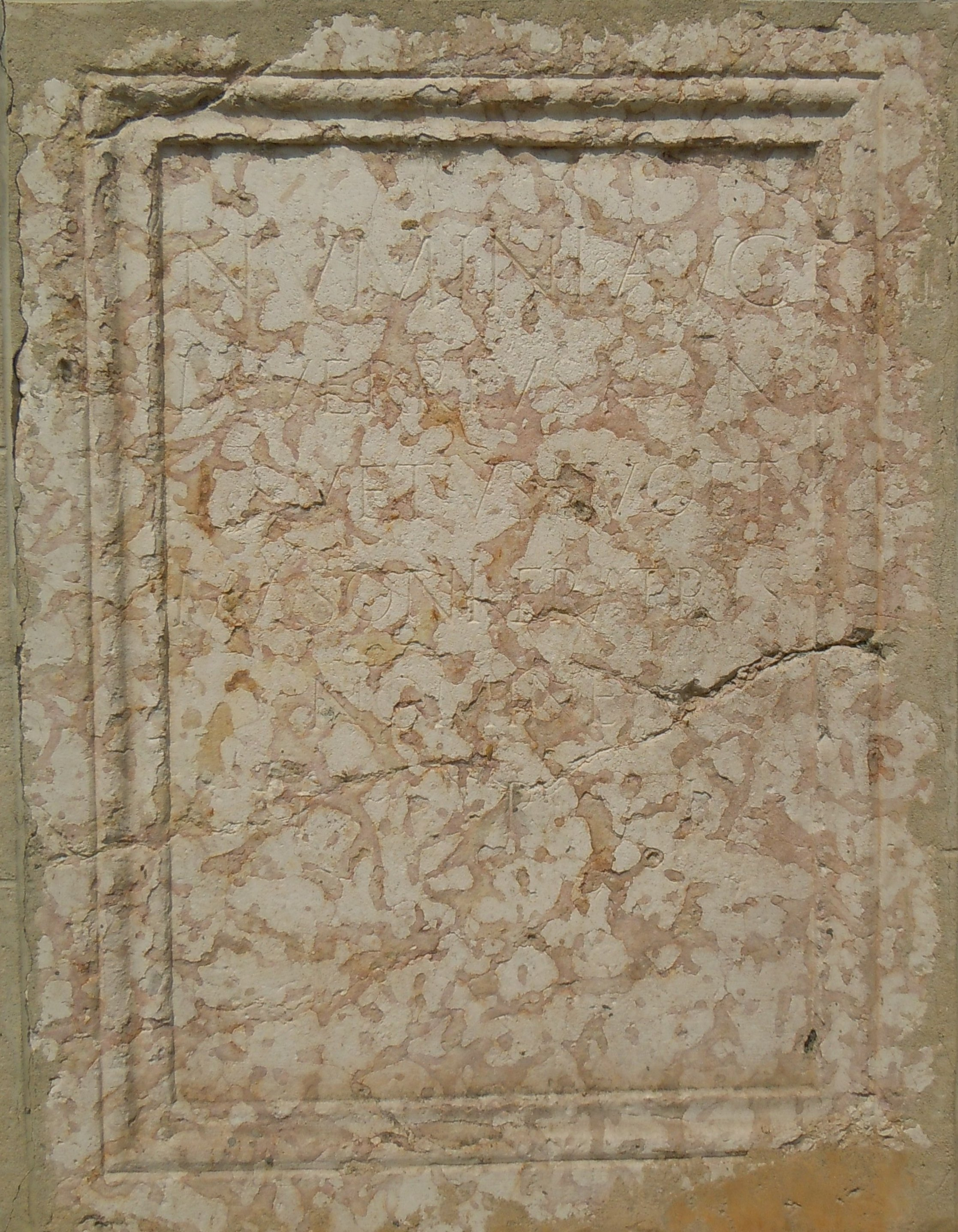